# Olof Skötkonung
Olof Skötkonung nebo také Olaf Eiríksson (asi 980–1022) byl švédský král zhruba v letech 995 až 1022, syn Erika Vítězného.

## Etymologie
Jedno z mnoha vysvětlení jména Skötkonung je jeho odvození od švédského slova skatt, což může znamenat buď daně nebo poklad. To by mohlo být interpretováno tak, že Olof byl „poplatný/poddaný král“. Jiné vysvětlení staví na výkladu skatt jako pokladu a na tom, že Olof byl prvním švédským králem, který razil mince. Ceremonie vztahující se ke vlastnictví země spočívala v umístění kusu země do klína (švédsky sköte) se nazývala scotting, což se také může k Olafově přízvisku vztahovat. Sköte znamená klín i lůno, což může poukazovat na porod císařským řezem či na skutečnost, že Olof byl králem od svého narození.

## Život
Podle Adama z Brém byl Sven Vidlí vous nucen bránit Dánsko proti Olofovi, který si nárokoval dánský trůn. Konflikt byl zažehnán, když se Sven oženil s Olofovou matkou a stali se z nich spojenci. Okolo roku 1000 se Olof a Sven dále spojili s norskými jarly Erikem a Svenem proti norskému králi Olafovi Tryggvasonovi. V bitvě u Svolderu Olaf Tryggvason zemřel a Olof poté získal část Trøndelagu a dnešní Bohuslän.
Olof byl okolo roku 1008 v Husaby pokřtěn misionářem Sigfridem a podle Adama z Brém byl sice prvním švédským králem, která až do své smrti zůstal křesťanem, ale protože většina Švédů byli stále pohané, jeho křesťanské aktivity se omezily na už v té době křesťanskou provincii Västergötland.
V Sigtuně Olof razil mince, na kterých je použito slovo rex (král). Nápis OLUF REX se nachází nad nápisem OLAF REX. Sigtuna je psána jako SITUN, ZINT, ZTNETEI nebo SIDEI. Poslední dvě slova byla dešifrována jako Si(gtuna) Dei (Boží Sigtuna).
Během vikinské expedice do země Vendů zajal ženu jménem Edla, dceru vendského vůdce. Ta mu porodila syna Emunda (pozdějšího krále) a dceru Astrid, pozdější manželku Olafa II. Norského. Oženil se však s Estrid Obodritskou, která se stala matkou jeho syna Jakoba a dcery Ingegerd, manželky Jaroslava Moudrého

### Norsko-švédská válka
Když se norské království obnovilo pod Olafem II., rozhořela se nová válka se Švédskem. Norská a švédská šlechta se pokoušela oba krále usmířit. V roce 1018 nabídli Olofovi, aby jako záruku míru provdal svou dceru Ingegerd za norského krále. Olof však chtěl Norsko, což Švédy rozladilo, protože chtěli získal zpět země na východě (dnešní Estonsko a Lotyšsko), které Švédsku platili tribut a o které Olof přišel.
Olof nicméně provdal dceru Ingegerd za Jaroslava Moudrého. Válka však byla zažehnána, když se Olof rozhodl podělit o moc se svým synem Jakobem a když byla jeho dcera Astrid provdána za Olafa II. Norského (podle některých zdrojů podle přání jejího otce, podle jiných proti jeho vůli).

## Smrt

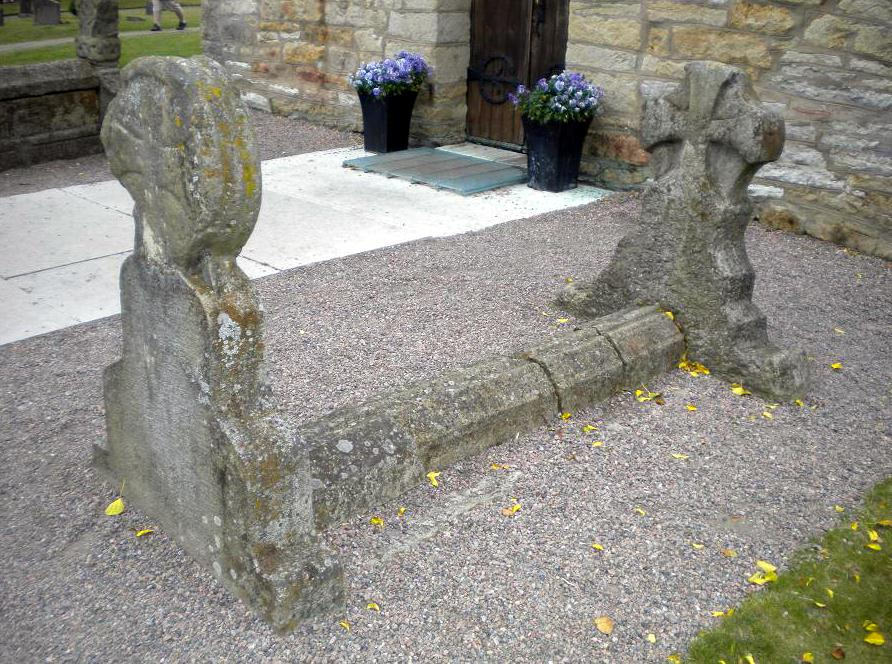
Domnělý Olofův hrob v kostele Husaby.

Olof zřejmě zemřel v zimě 1021–1022. Podle legendy byl ve Stockholmu umučen poté, co odmítl obětovat pohanským bohům. Katolickou církví je uctíván jako světec.